# 伯伊萊戈沃拉
伯伊萊戈沃拉是羅馬尼亞的城鎮，由沃爾恰縣負責管轄，距離首府勒姆尼庫沃爾恰15公里，由沃爾恰縣負責管轄，海拔高度323米，2009年人口2,920。